# Henry Jackson
Henry Martin (Scoop) Jackson (Everett (Washington), 31 mei 1912 – aldaar, 1 september 1983) was een Amerikaans politicus. Voor de staat Washington was hij Democratisch lid van het Huis van Afgevaardigden en het Senaat.
Twee keer (in 1972, 1976) deed Jackson een vergeefse gooi naar de Democratische kandidatuur voor de Amerikaanse presidentsverkiezing. Vanwege zijn steun aan de civil rights movemement kan hij op de linkervleugel van de Amerikaanse politiek geplaatst worden, maar hij was ook fel anti-communistisch en een voorstander van de Vietnamoorlog, wat hem kritiek opleverde van de linkse vleugel van de Democratische Partij (zoals George McGovern). Jackson was ook pro-Israël; enkele van zijn medewerkers, zoals Richard Perle en Paul Wolfowitz, zouden later belangrijke neoconservatieven worden.
Henry Jackson stierf in 1983 aan de gevolgen van een aneurysma van de aorta.
- Bibsys: 3115023
- Bibliothèque nationale de France: cb115476548 (data)
- CiNii: DA05925098
- Gemeinsame Normdatei: 123552729
- International Standard Name Identifier: 0000 0000 8222 9175
- Library of Congress Control Number: n80002587
- Nationale Bibliotheek van Letland: 000100416
- National Archives and Records Administration: 10582682
- Nationale Bibliotheek van Israël: 987007278194305171
- Nederlandse Thesaurus van Auteursnamen: 070583080
- Réseau des bibliothèques de Suisse occidentale: 02-A025758998
- SNAC: w6pr85n7
- Système universitaire de documentation: 070117152
- Biographical Directory of the United States Congress: J000013
- Virtual International Authority File: 40289327
- WorldCat: E39PBJqVXg6GK6tmqYd3JqDQbd